# Biathlon-Weltcup in Antholz 2024/25
Der 6. Weltcup der Biathlonsaison 2024/25 war der letzte Weltcup vor den Biathlon-Weltmeisterschaften 2025 und fand im Ortsteil Antholz Obertal der italienischen Gemeinde Rasen-Antholz statt. Die Wettkämpfe in der Südtirol Arena, dem mit etwa 1600 Metern über dem Meeresspiegel höchstgelegenen Austragungsort der Saison, wurden vom 20. bis 26. Januar 2025 ausgetragen.

## Wettkampfprogramm
| Datum        | Männer    | Männer               | Frauen    | Frauen             |
| ------------ | --------- | -------------------- | --------- | ------------------ |
| Do, 23.01.25 |           |                      | 14:30 Uhr | Sprint (7,5 km)    |
| Fr, 24.01.25 | 14:30 Uhr | Sprint (10 km)       |           |                    |
| Sa, 25.01.25 | 14:55 Uhr | Staffel (4 × 7,5 km) | 13:00 Uhr | Verfolgung (10 km) |
| So, 26.01.25 | 14:45 Uhr | Verfolgung (12,5 km) | 12:05 Uhr | Staffel (4 × 6 km) |

## Teilnehmende Nationen und Athleten
Wenn Klammern um die Zahl der Athleten stehen, hat dies zur Bedeutung, dass vom entsprechenden Verband mehr Athleten für das Weltcupwochenende nominiert worden waren, als Startplätze in den Einzelrennen für die Nation zur Verfügung standen.
| Nation                 | Anzahl               | Athlet | Athletin |
| Europa (24 Nationen)   | Europa (24 Nationen) | Europa (24 Nationen) | Europa (24 Nationen)                                                                                            |
| ---------------------- | -------------------- | --- | --- |
| Belgien                | (4)+2                | César Beauvais, Florent Claude, Thierry Langer, Marek Mackels                                                                   | Maya Cloetens, Lotte Lie                                                                                        |
| Bulgarien              | (4)+4                | Wladimir Iliew, Wassil Saschew, Anton Sinapow, Blagoj Todew                                                                     | Lora Christowa, Stefani Jolowa, Marija Sdrawkowa, Milena Todorowa                                               |
| Dänemark               | 1                    | Jacob Weel Rosbo | |
| Deutschland            | 6+(7)                | Philipp Horn, Simon Kaiser, Johannes Kühn, Philipp Nawrath, Justus Strelow, David Zobel                                         | Marlene Fichtner, Selina Grotian, Julia Kink, Franziska Preuß, Johanna Puff, Stefanie Scherer, Sophia Schneider |
| Estland                | (5)+4                | Mark-Markos Kehva, Jakob Kulbin, Kristo Siimer, Mehis Udam, Rene Zahkna                                                         | Regina Ermits, Susan Külm, Johanna Talihärm, Tuuli Tomingas                                                     |
| Finnland               | 4+(5)                | Olli Hiidensalo, Otto Invenius, Jaakko Ranta, Tero Seppälä                                                                      | Inka Hämäläinen, Erika Jänkä, Venla Lehtonen, Sonja Leinamo, Suvi Minkkinen                                     |
| Frankreich             | 6+6                  | Émilien Claude, Fabien Claude, Quentin Fillon Maillet, Antonin Guigonnat, Émilien Jacquelin, Éric Perrot                        | Paula Botet, Justine Braisaz-Bouchet, Lou Jeanmonnot, Océane Michelon, Jeanne Richard, Julia Simon              |
| Griechenland           | 1                    | | Konstantina Charalampidou                                                                                       |
| Italien                | 5+6                  | Didier Bionaz, Daniele Cappellari, Tommaso Giacomel, Lukas Hofer, Elia Zeni                                                     | Hannah Auchentaller, Michela Carrara, Samuela Comola, Rebecca Passler, Martina Trabucchi, Dorothea Wierer       |
| Kroatien               | 1+1                  | Krešimir Crnković | Anika Kožica |
| Lettland               | 4+(5)                | Renārs Birkentāls, Edgars Mise, Aleksandrs Patrijuks, Andrejs Rastorgujevs                                                      | Baiba Bendika, Elza Bleidele, Sandra Buliņa, Sanita Buliņa, Annija Sabule                                       |
| Litauen                | (4)+(4)              | Nikita Čigak, Karol Dombrovski, Maksim Fomin, Vytautas Strolia                                                                  | Natalija Kočergina, Judita Traubaitė, Sara Urumova, Lidia Žurauskaitė                                           |
| Moldau                 | 3+3                  | Pawel Magasejew, Maxim Makarow, Michail Ussow                                                                                   | Alla Ghilenko, Aljona Makarowa, Alina Stremous                                                                  |
| Norwegen               | (7)+5                | Johannes Thingnes Bø, Tarjei Bø, Vetle Sjåstad Christiansen, Sturla Holm Lægreid, Vebjørn Sørum, Endre Strømsheim, Martin Uldal | Ragnhild Femsteinevik, Maren Kirkeeide, Karoline Offigstad Knotten, Ida Lien, Ingrid Landmark Tandrevold        |
| Österreich             | 5+5                  | Simon Eder, Patrick Jakob, David Komatz, Felix Leitner, Fabian Müllauer                                                         | Anna Andexer, Anna Gandler, Lisa Hauser, Anna Juppe, Tamara Steiner                                             |
| Polen                  | 4+5                  | Konrad Badacz, Jan Guńka, Fabian Suchodolski, Marcin Zawół                                                                      | Daria Gembicka, Joanna Jakieła, Anna Mąka, Natalia Sidorowicz, Kamila Żuk                                       |
| Rumänien               | (5)+3                | George Buta, George Colțea, Raul Flore, Cornel Puchianu, Dmitri Schamajew                                                       | Andreea Mezdrea, Jelena Tschirkowa, Anastassija Tolmatschowa                                                    |
| Schweden               | 6+6                  | Viktor Brandt, Jesper Nelin, Emil Nykvist, Martin Ponsiluoma, Sebastian Samuelsson, Malte Stefansson                            | Ella Halvarsson, Anna-Karin Heijdenberg, Anna Magnusson, Elvira Öberg, Hanna Öberg, Johanna Skottheim           |
| Schweiz                | 5+5                  | Joscha Burkhalter, Dajan Danuser, Jeremy Finello, Niklas Hartweg, Sebastian Stalder                                             | Amy Baserga, Aita Gasparin, Elisa Gasparin, Lena Häcki-Groß, Lea Meier                                          |
| Slowakei               | (4)+(4)              | Jakub Borguľa, Damián Cesnek, Artur Ischakov, Tomáš Sklenárik                                                                   | Paulína Bátovská Fialková, Ema Kapustová, Anastasiya Kuzmina, Mária Remeňová                                    |
| Slowenien              | 5+4                  | Miha Dovžan, Jakov Fak, Lovro Planko, Matic Repnik, Toni Vidmar                                                                 | Polona Klemenčič, Anamarija Lampič, Lena Repinc, Klara Vindišar                                                 |
| Tschechien             | 5+5                  | Vítězslav Hornig, Mikuláš Karlík, Michal Krčmář, Jonáš Mareček, Adam Václavík                                                   | Lucie Charvátová, Jessica Jislová, Kristýna Otcovská, Tereza Vinklárková, Tereza Voborníková                    |
| Ukraine                | 4+5                  | Anton Dudtschenko, Taras Lessjuk, Witalij Mandsyn, Dmytro Pidrutschnyj                                                          | Chrystyna Dmytrenko, Julija Dschyma, Olena Horodna, Anastassija Merkuschyna, Iryna Petrenko                     |
| Vereinigtes Königreich | 1                    | Marcus Bolin Webb | |
| Amerika (2 Nationen)   |                      | | |
| Kanada                 | (4)+4                | Haldan Borglum, Jasper Fleming, Logan Pletz, Adam Runnalls                                                                      | Emma Lunder, Nadia Moser, Pascale Paradis, Shilo Rousseau                                                       |
| Vereinigte Staaten     | 4+4                  | Jake Brown, Sean Doherty, Maxime Germain, Campbell Wright                                                                       | Grace Castonguay, Margie Freed, Deedra Irwin, Chloe Levins                                                      |
| Asien (2 Nationen)     |                      | | |
| Japan                  | 2+1                  | Kiyomasa Ojima, Mikito Tachizaki                                                                                                | Aoi Satō |
| Kasachstan             | 4+(4)                | Kirill Bauer, Ässet Düissenow, Wadim Kurales, Alexander Muchin                                                                  | Jelisaweta Belezkaja, Polina Jegorowa, Olga Poltaranina, Galina Wischnewskaja-Scheporenko                       |
| Ozeanien (1 Nation)    |                      | | |
| Australien             | 1                    | | Darcie Morton                                                                                                   |

## Ausgangslage
In Aussicht auf die im folgenden Jahr in Antholz stattfindenden Biathlonwettbewerbe der Olympischen Winterspiele war das Stadion von Grund auf renoviert und teilweise umgebaut worden. Die offensichtlichste Änderung war die Neuverlegung des bis dahin kurzen Zieleinlaufs, welcher nun ähnlich wie im Biathlonstadion am Holmenkollen zunächst hinter dem Schießstand entlang führt und daraufhin in eine lange Zielgerade mündet. Diese Änderung sollte größeren Platz für Zielsprints geben und wurde im Rahmen der Wettkämpfe 2025 erstmals getestet.
Als Weltcupführende gingen nach wie vor Johannes Thingnes Bø und Franziska Preuß an den Start, der Abstand von Bø auf den zweitplatzierten Sturla Holm Lægreid hatte sich aber kontinuierlich verkleinerte.

Der norwegische Verband hatte nach den Wettkämpfen in Ruhpolding bereits das Athletenaufgebot für den Weltcup in Antholz sowie auch für die Weltmeisterschaften beschlossen. Dabei bekamen weder Juni Arnekleiv noch Johannes Dale-Skjevdal oder Vetle Sjåstad Christiansen einen Startplatz. Zurück im Team waren allerdings Ingrid Landmark Tandrevold und Martin Uldal. Der schwedische Verband musste auf Elvira Öberg verzichten, die aufgrund einer Erkältung keine Wettkämpfe bestreiten konnte. Einige Änderungen hatte es auch beim deutschen Team gegeben. So bestritten Vanessa Voigt und Julia Tannheimer, wie vorher bekannt gegeben, keine Rennen in Antholz, weshalb für die Einzelrennen nur vier Athletinnen nominiert worden waren. Der eigentlich nominierte Roman Rees hatte in der Woche vorher seinen Start abgesagt und wurde durch Simon Kaiser ersetzt. Philipp Horn war zurück und ersetzte David Zobel, aufgrund der gesundheitsbedingten Absage von Danilo Riethmüller bekam Zobel aber trotzdem den Startplatz. Der Schweizer Verband nominierte anstatt James Pacal erneut Dajan Danuser; bei den Italienern startete Patrick Braunhofer nicht. Auch im österreichischen Team gab es einen Athletenwechsel, der im IBU-Cup erfolgreiche Fabian Müllauer lief an Stelle von Magnus Oberhauser.
In der Woche vor Wettkampfbeginn gab Elisa Gasparin bekannt, am Saisonende ihre sportliche Karriere beenden zu wollen.

## Ergebnisse
| 6. Weltcup in Antholz, 20. bis 26. Januar 2025 | 6. Weltcup in Antholz, 20. bis 26. Januar 2025 | 6. Weltcup in Antholz, 20. bis 26. Januar 2025                               | 6. Weltcup in Antholz, 20. bis 26. Januar 2025                                                      | 6. Weltcup in Antholz, 20. bis 26. Januar 2025                            |
| ---------------------------------------------- | ---------------------------------------------- | ---------------------------------------------------------------------------- | --------------------------------------------------------------------------------------------------- | ------------------------------------------------------------------------- |
| Datum                                          | Disziplin                                      | Erster Platz                                                                 | Zweiter Platz                                                                                       | Dritter Platz                                                             |
| 23. Januar 2025 (Do.)                          | Sprint (7,5 km)                                | Lou Jeanmonnot                                                               | Selina Grotian                                                                                      | Franziska Preuß                                                           |
| 24. Januar 2025 (Fr.)                          | Sprint (10 km)                                 | Tarjei Bø                                                                    | Sturla Holm Lægreid                                                                                 | Tommaso Giacomel                                                          |
| 25. Januar 2025 (Sa.)                          | Verfolgung (10 km)                             | Lou Jeanmonnot                                                               | Julia Simon                                                                                         | Franziska Preuß                                                           |
| 25. Januar 2025 (Sa.)                          | Staffel (4 × 6 km)                             | SchwedenJohanna Skottheim Ella Halvarsson Anna Magnusson Hanna Öberg         | NorwegenKaroline Offigstad Knotten Ragnhild Femsteinevik Maren Kirkeeide Ingrid Landmark Tandrevold | FrankreichJeanne Richard Lou Jeanmonnot Océane Michelon Julia Simon       |
| 26. Januar 2025 (So.)                          | Staffel (4 × 7,5 km)                           | FrankreichFabien Claude Quentin Fillon Maillet Éric Perrot Émilien Jacquelin | NorwegenSturla Holm Lægreid Tarjei Bø Johannes Thingnes Bø Vetle Sjåstad Christiansen               | SchwedenViktor Brandt Jesper Nelin Martin Ponsiluoma Sebastian Samuelsson |
| 26. Januar 2025 (So.)                          | Verfolgung (12,5 km)                           | Sturla Holm Lægreid                                                          | Tarjei Bø                                                                                           | Tommaso Giacomel                                                          |

## Verlauf

### Sprint

#### Frauen
Start: Donnerstag, 23. Januar 2025, 14:30 Uhr
| Platz | Sportler            | Zeit        | Schießfehler |
| ----- | ------------------- | ----------- | ------------ |
| 1     | Lou Jeanmonnot      | 21:09,5 min | 0+0          |
| 2     | Selina Grotian      | +7,2        | 0+0          |
| 3     | Franziska Preuß     | +16,7       | 0+0          |
| 4     | Dorothea Wierer     | +28,0       | 0+1          |
| 5     | Julia Simon         | +38,0       | 0+1          |
| 6     | Jeanne Richard      | +40,9       | 0+0          |
| 7     | Océane Michelon     | +47,5       | 1+0          |
| 8     | Amy Baserga         | +48,1       | 0+0          |
| 9     | Tereza Voborníková  | +49,0       | 0+0          |
| 10    | Julija Dschyma      | +51,2       | 0+0          |
| 0     |                     |             |              |
| 13    | Aita Gasparin       | +57,9       | 0+0          |
| 17    | Lotte Lie           | +1:14,5     | 1+0          |
| 20    | Martina Trabucchi   | +1:24,5     | 0+0          |
| 21    | Michela Carrara     | +1:26,8     | 0+2          |
| 28    | Sophia Schneider    | +1:41,1     | 1+1          |
| 30    | Hannah Auchentaller | +1:43,4     | 1+0          |
| 33    | Lisa Hauser         | +1:49,0     | 1+1          |
| 34    | Maya Cloetens       | +1:50,8     | 1+1          |
| 37    | Tamara Steiner      | +1:53,3     | 0+1          |
| 46    | Samuela Comola      | +2:04,9     | 1+1          |
| 48    | Elisa Gasparin      | +2:05,8     | 0+1          |
| 51    | Rebecca Passler     | +2:10,8     | 1+2          |
| 54    | Stefanie Scherer    | +2:16,1     | 1+0          |
| 59    | Lena Häcki-Groß     | +2:25,4     | 1+2          |
| 61    | Anna Gandler        | +2:29,3     | 0+3          |
| 63    | Anna Juppe          | +2:30,1     | 2+1          |
| 70    | Anna Andexer        | +2:45,2     | 0+4          |
| 71    | Lea Meier           | +2:48,7     | 0+2          |

Gemeldet: 101 
 Nicht am Start:  Elvira Öberg 
 Nicht beendet:  Klara Vindišar
Mit der zweitschnellsten Kurszeit und fehlerfreiem Schießen siegte Lou Jeanmonnot zum ersten Mal in der Saison in einem Sprintwettkampf, Selina Grotian startete mit Nummer 64 spät und sicherte sich ihren zweiten Podestplatz der Karriere. Dritte wurde mit erneut makelloser Schießleistung Franziska Preuß, Dorothea Wierer überquerte wenig später die Ziellinie und bestätigte mit Rang vier trotz Strafrunde ihre gute Laufform. Insgesamt blieben 15 Athletinnen fehlerfrei und erzielten damit auch durchgehend ordentliche Ergebnisse; so liefen Amy Baserga (8.), Ragnhild Femsteinevik (14.) und Martina Trabucchi (20.) zu ihrem jeweils zweitbesten Karriereresultat, Tereza Voborníková belegte erstmals in der Saison einen Top-10-Platz.

#### Männer
Start: Freitag, 24. Januar 2025, 14:30 Uhr
| Platz | Sportler             | Zeit           | Schießfehler |
| ----- | -------------------- | -------------- | ------------ |
| 1     | Tarjei Bø            | 23:51,0 min    | 0+0          |
| 2     | Sturla Holm Lægreid  | +0,4           | 0+1          |
| 3     | Tommaso Giacomel     | +2,6           | 1+1          |
| 4     | Martin Uldal         | +20,5          | 0+1          |
| 5     | Dmytro Pidrutschnyj  | +22,0          | 0+1          |
| 6     | Jakov Fak            | +26,8          | 0+0          |
| 7     | Vítězslav Hornig     | +27,6          | 0+0          |
| 8     | Éric Perrot          | +29,3          | 1+0          |
| 9     | Johannes Thingnes Bø | +35,7          | 1+1          |
| 10    | Jonáš Mareček        | +39,2          | 0+0          |
| 11    | Philipp Horn         | +39,3          | 1+1          |
| 0     |                      |                |              |
| 14    | Joscha Burkhalter    | +50,6          | 0+1          |
| 15    | Philipp Nawrath      | +52,0          | 1+1          |
| 16    | Didier Bionaz        | +57,2          | 1+0          |
| 17    | Niklas Hartweg       | +59,9          | 1+2          |
| 18    | David Komatz         | +1:01,8        | 1+0          |
| 22    | Simon Eder           | +1:23,7        | 1+2          |
| 29    | Lukas Hofer          | +1:32,2        | 2+1          |
| 32    | Elia Zeni            | +1:35,1        | 1+0          |
| 35    | Daniele Cappellari   | +1:36,4        | 0+0          |
| 40    | Johannes Kühn        | +1:44,3        | 1+2          |
| 41    | Patrick Jakob        | +1:44,4        | 0+1          |
| 42    | Felix Leitner        | +1:44,5        | 0+1          |
| 45    | Fabian Müllauer      | +1:49,4        | 0+2          |
| 49    | Justus Strelow       | +1:53,9        | 1+2          |
| 54    | David Zobel          | +1:59,6        | 1+1          |
| 62    | Florent Claude       | +2:09,0        | 2+1          |
| 63    | Sebastian Stalder    | +2:11,0        | 1+2          |
| 67    | Thierry Langer       | +2:21,5        | 1+1          |
| 70    | Jeremy Finello       | +2:25,9        | 2+3          |
| 71    | Simon Kaiser         | +2:30,6        | 2+4          |
| 78    | Dajan Danuser        | +2:51,9        | 3+1          |
| 102   | César Beauvais       | +13:38,4 (ADJ) | 1+5          |

Gemeldet: 103 
 Nicht am Start:  Andrejs Rastorgujevs
Zum zweiten Mal in der Saison konnte Tarjei Bø ein Weltcuprennen gewinnen. Maßgeblich dafür war fehlerfreies Schießen, da der zweitplatzierte Sturla Holm Lægreid trotz Schießfehler lediglich vier Zehntelsekunden hinter Bø die Ziellinie überquerte. Lægreid übernahm dank des Ergebnisses mit einem Vorsprung von zwei Punkten die Gesamtweltcupführung von Johannes Thingnes Bø. Mit der deutlich schnellsten Kurszeit des Feldes schnellte Tommaso Giacomel dahinter auf Platz drei. Hinter Martin Uldal, der sein zweitbestes Karriereergebnis erzielte, klassierten sich mit Pidrutschnyj, Fak und Hornig durchaus überraschende Athleten. Auch Jonáš Mareček überzeugte und realisierte mit Platz zehn seine Karrierebestleistung. Der Slowake Tomáš Sklenárik lief als 39. erstmals in seiner Karriere die Punkteränge. César Beauvais bekam aufgrund von Crossfire eine zehnminütige Zeitstrafe addiert.
Nach Ende des Wettkampfes gab Tarjei Bø bekannt, gleich wie sein Bruder nach Ende der Saison seine Karriere als Leistungssportler beenden zu wollen.

### Verfolgung

#### Frauen
Start: Samstag, 25. Januar 2025, 13:00 Uhr
| Platz | Sportler                | Zeit        | Schießfehler |
| ----- | ----------------------- | ----------- | ------------ |
| 1     | Lou Jeanmonnot          | 29:44,0 min | 0+0+0+1      |
| 2     | Julia Simon             | +24,1       | 0+0+0+0      |
| 3     | Franziska Preuß         | +53,6       | 1+0+0+0      |
| 4     | Jeanne Richard          | +58,1       | 0+0+0+0      |
| 5     | Océane Michelon         | +1:25,2     | 0+0+0+1      |
| 6     | Selina Grotian          | +1:36,7     | 1+0+1+0      |
| 7     | Amy Baserga             | +1:44,0     | 0+0+0+1      |
| 8     | Aita Gasparin           | +1:53,7     | 0+0+0+1      |
| 9     | Lotte Lie               | +2:06,8     | 0+0+0+0      |
| 10    | Justine Braisaz-Bouchet | +2:17,1     | 2+1+1+0      |
| 0     |                         |             |              |
| 13    | Lisa Hauser             | +2:32,0     | 0+0+1+0      |
| 14    | Lena Häcki-Groß         | +2:35,0     | 0+1+0+0      |
| 19    | Martina Trabucchi       | +2:53,0     | 0+0+0+0      |
| 24    | Samuela Comola          | +3:20,4     | 0+0+0+1      |
| 25    | Tamara Steiner          | +3:21,5     | 0+0+1+0      |
| 27    | Michela Carrara         | +3:26,4     | 1+1+2+0      |
| 31    | Hannah Auchentaller     | +3:31,7     | 1+1+0+0      |
| 32    | Rebecca Passler         | +3:35,3     | 2+0+0+0      |
| 33    | Dorothea Wierer         | +3:37,2     | 1+1+1+4      |
| 37    | Maya Cloetens           | +4:07,6     | 1+0+0+2      |
| 48    | Sophia Schneider        | +5:14,4     | 2+1+2+0      |
| 50    | Elisa Gasparin          | +5:18,2     | 1+0+1+2      |
| DNS   | Stefanie Scherer        |             |              |

Gemeldet: 60 
 Nicht am Start: 5
Dank einer fast makellosen Leistung am Schießstand sicherte sich Lou Jeanmonnot nach dem Sprint- auch den Verfolgungssieg. Dahinter klassierte sich Julia Simon zum dritten Mal im Winter das Podest; Franziska Preuß setzte sich in der Schlussrunde gegen Jeanne Richard durch und belegte Rang drei. Ein starkes Teamergebnis zeigten die Schweizer Athletinnen; Amy Baserga stellte ihr zweitbestes Weltcupergebnis auf, Aita Gasparin ihr bestes Ergebnis ein. Auch Lena Häcki-Groß überzeugte und holte nach einem verpatzten Sprint 45 Plätze auf, womit sie im Wettkampf die meisten Positionen gut machte. Lotte Lie erzielte mit Platz neun ihr zweitbestes Karriereresultat, gleiches gelang Martina Trabucchi mit Platz 19. Viele Positionen gut machten auch Milena Todorowa (57 auf 22) sowie Samuela Comola (46 auf 24). Vier Athletinnen gelang es, alle Scheiben zu treffen, die schnellste Kurszeit kam von Anamarija Lampič.

#### Männer
Start: Sonntag, 26. Januar 2025, 14:45 Uhr
| Platz | Sportler               | Zeit        | Schießfehler |
| ----- | ---------------------- | ----------- | ------------ |
| 1     | Sturla Holm Lægreid    | 29:53,0 min | 0+0+0+0      |
| 2     | Tarjei Bø              | +18,9       | 0+0+0+1      |
| 3     | Tommaso Giacomel       | +24,0       | 0+1+0+1      |
| 4     | Martin Uldal           | +39,0       | 0+0+1+0      |
| 5     | Jakov Fak              | +46,9       | 0+0+0+1      |
| 6     | Johannes Thingnes Bø   | +47,9       | 0+0+2+1      |
| 7     | Éric Perrot            | +1:29,4     | 1+1+0+0      |
| 8     | Sebastian Samuelsson   | +1:32,2     | 0+0+1+0      |
| 9     | Quentin Fillon Maillet | +1:48,7     | 1+0+1+0      |
| 10    | Niklas Hartweg         | +1:57,2     | 1+0+0+1      |
| 11    | Philipp Horn           | +2:07,9     | 0+1+1+1      |
| 0     |                        |             |              |
| 16    | Felix Leitner          | +2:21,4     | 0+0+0+1      |
| 21    | Philipp Nawrath        | +2:37,7     | 0+1+1+1      |
| 23    | Didier Bionaz          | +2:41,5     | 1+0+1+1      |
| 24    | Simon Eder             | +2:44,2     | 0+1+0+1      |
| 27    | Johannes Kühn          | +2:58,6     | 0+0+0+2      |
| 29    | Lukas Hofer            | +3:07,2     | 0+2+1+1      |
| 32    | Daniele Cappellari     | +3:26,9     | 0+1+0+1      |
| 33    | David Zobel            | +3:35,2     | 0+0+2+0      |
| 37    | Patrick Jakob          | +3:50,8     | 0+1+2+0      |
| 38    | Joscha Burkhalter      | +4:02,6     | 2+1+1+1      |
| 39    | Justus Strelow         | +4:06,7     | 2+2+0+1      |
| 42    | Elia Zeni              | +4:26,6     | 1+2+1+0      |
| 47    | David Komatz           | +5:03,8     | 2+1+1+2      |
| 48    | Fabian Müllauer        | +5:11,4     | 0+1+1+4      |

Gemeldet: 60 
 Nicht am Start: 8 
 Nicht beendet:  Dmytro Pidrutschnyj
Das Podest im Verfolger bestand aus denselben Athleten wie im Sprint, Sturla Holm Lægreid konnte sich aber revanchieren und das Rennen mit viermal Null Fehlern gewinnen. Tarjei Bø setzte sich auf der Schlussrunde gegen Tommaso Giacomel durch. Dahinter klassierte sich erneut Martin Uldal, Jakov Fak erzielte sein Saisonbestresultat. Einigen Athleten gelang es, hohe Platzierungsrückstände aufzuholen, so beispielsweise Sebastian Samuelsson (28 auf 8), Antonin Guigonnat (43 auf 12), Anton Dudtschenko (36 auf 14), Felix Leitner (42 auf 16), Maxime Germain (58 auf 26) und besonders Viktor Brandt (51 auf 18), letzterer erzielte wie sein Teamkollege Emil Nykvist (22.) sein Karrierebestergebnis. Auch Daniele Cappellari war noch nie besser platziert als in diesem Wettkampf. Am Schießstand fehlerfrei blieben Lægreid und Dudtschenko, die schnellste Kurszeit lieferte der an Rang 13 geführte Martin Ponsiluoma.

### Staffel

#### Männer
Start: Samstag, 25. Januar 2025, 14:55 Uhr
| Platz | Land               | Sportler                                                            | Zeit        | Strafrunden + Nachlader         |
| ----- | ------------------ | ------------------------------------------------------------------- | ----------- | ------------------------------- |
| 1     | Frankreich         | Fabien Claude Quentin Fillon Maillet Éric Perrot Émilien Jacquelin  | 1:13:33,6 h | 0+1 0+2 0+0 0+0 0+1 0+0 0+1 0+0 |
| 2     | Norwegen           | Sturla Holm Lægreid Tarjei Bø Johannes T. Bø Vetle S. Christiansen  | +43,6       | 0+2 0+1 0+1 0+3 0+2 0+1 0+0 0+2 |
| 3     | Schweden           | Viktor Brandt Jesper Nelin Martin Ponsiluoma Sebastian Samuelsson   | +44,0       | 0+2 1+3 0+0 0+1 0+0 0+2 0+0 0+0 |
| 4     | Italien            | Daniele Cappellari Lukas Hofer Elia Zeni Tommaso Giacomel           | +1:03,4     | 0+1 0+1 0+1 0+1 0+2 0+0 0+1 0+1 |
| 5     | Schweiz            | Sebastian Stalder Joscha Burkhalter Jeremy Finello Niklas Hartweg   | +1:54,6     | 0+0 0+0 0+0 0+3 0+1 0+1 0+2 0+0 |
| 6     | Tschechien         | Vítězslav Hornig Michal Krčmář Jonáš Mareček Adam Václavík          | +2:16,6     | 0+3 0+1 0+1 0+2 0+1 0+1 0+0 1+3 |
| 7     | Deutschland        | Justus Strelow Philipp Horn Johannes Kühn David Zobel               | +3:12,5     | 0+0 0+1 0+2 0+1 0+0 0+0 0+3 1+3 |
| 8     | Ukraine            | Dmytro Pidrutschnyj Witalij Mandsyn Anton Dudtschenko Taras Lessjuk | +3:30,2     | 0+0 0+0 0+0 0+3 0+0 1+3 0+0 0+3 |
| 9     | Vereinigte Staaten | Maxime Germain Campbell Wright Sean Doherty Jake Brown              | +3:41,4     | 1+3 0+0 0+0 0+0 0+1 0+2 0+0 1+3 |
| 10    | Finnland           | Jaakko Ranta Tero Seppälä Olli Hiidensalo Otto Invenius             | +4:00,0     | 0+1 0+1 0+1 0+2 0+1 0+1 0+1 1+3 |
| 11    | Österreich         | Felix Leitner Simon Eder David Komatz Patrick Jakob                 | +4:40,8     | 0+0 1+3 0+0 0+2 1+3 0+3 0+1 0+0 |
| 0     |                    |                                                                     |             |                                 |
| 15    | Belgien            | Florent Claude Thierry Langer Marek Mackels César Beauvais          | +5:41,3     | 0+3 0+0 0+2 0+0 1+3 0+2 0+1 0+1 |

Gemeldet: 21 Staffeln 
 Nicht am Start:  Lettland 
 Überrundet: 4
Erneut ungefährdet und trotz eines Sturzes von Émilien Jacquelin auf der vorletzten Runde gewann Frankreich auch die vierte Staffel der Saison. Dahinter folgte ein Kampf um die weiteren Podestplätze, bei dem Norwegens Schlussläufer Christiansen auf der Zielgeraden Schwedens Sebastian Samuelsson von sich fernhalten konnte, nachdem dieser zunächst Zeit aufgeholt hatte. Die schwedischen Herren hatten dabei zu Beginn des Wettkampfes durch eine Strafrunde von Viktor Brandt zunächst weit zurück gelegen. Das beste Saisonergebnis gab es für Italien, die Schweiz und Tschechien, die die Ränge hinter dem Podest belegten.

#### Frauen
Start: Sonntag, 26. Januar 2025, 12:05 Uhr
| Platz | Land        | Sportler                                                                              | Zeit        | Strafrunden + Nachlader         |
| ----- | ----------- | ------------------------------------------------------------------------------------- | ----------- | ------------------------------- |
| 1     | Schweden    | Johanna Skottheim Ella Halvarsson Anna Magnusson Hanna Öberg                          | 1:17:26,0 h | 0+1 0+0 0+0 0+0 0+0 0+2 0+1 0+2 |
| 2     | Norwegen    | Karoline Offigstad Knotten Ragnhild Femsteinevik Maren Kirkeeide Ingrid L. Tandrevold | +13,4       | 0+0 0+0 0+0 0+2 0+1 0+1 0+1 0+2 |
| 3     | Frankreich  | Jeanne Richard Lou Jeanmonnot Océane Michelon Julia Simon                             | +23,6       | 0+0 0+2 0+2 0+0 0+2 0+1 0+0 0+1 |
| 4     | Schweiz     | Elisa Gasparin Lena Häcki-Groß Aita Gasparin Amy Baserga                              | +2:13,8     | 0+1 0+1 0+1 0+0 0+1 1+3 0+0 0+1 |
| 5     | Italien     | Hannah Auchentaller Dorothea Wierer Samuela Comola Michela Carrara                    | +2:17,4     | 0+0 0+1 0+1 0+3 0+0 0+0 0+1 1+3 |
| 6     | Ukraine     | Iryna Petrenko Julija Dschyma Anastassija Merkuschyna Chrystyna Dmytrenko             | +2:17,9     | 0+0 0+2 0+1 0+1 0+0 0+1         |
| 7     | Estland     | Regina Ermits Susan Külm Tuuli Tomingas Johanna Talihärm                              | +2:59,5     | 0+0 0+1 0+0 0+2 0+1 0+2 0+1 0+1 |
| 8     | Deutschland | Marlene Fichtner Sophia Schneider Julia Kink Johanna Puff                             | +3:24,7     | 0+0 0+1 0+0 0+2 0+2 0+3 0+1 0+1 |
| 9     | Slowenien   | Lena Repinc Klara Vindišar Anamarija Lampič Polona Klemenčič                          | +3:26,5     | 0+1 0+0 0+2 0+1 0+2 1+3 0+0 0+2 |
| 10    | Kanada      | Pascale Paradis Emma Lunder Benita Peiffer Nadia Moser                                | +3:45,7     | 0+0 0+0 0+1 0+0 0+0 0+1 0+2 0+2 |
| 0     |             |                                                                                       |             |                                 |
| 14    | Österreich  | Tamara Steiner Anna Gandler Anna Juppe Anna Andexer                                   | +4:45,3     | 0+1 1+3 0+0 0+2 0+2 1+3 0+0 0+1 |

Gemeldet und am Start: 20 Staffeln 
 Überrundet: 4
Nach dem Sieg in Kontiolahti sicherten sich die Schwedinnen zum zweiten Mal im Winter einen Staffelsieg. Nachdem Hanna Öberg und Ingrid Landmark Tandrevold nach dem letzten Schießen gemeinsam auf die Schlussrunde gegangen waren, verhakten sich die Athletinnen auf Höhe des Schießstandeingangs, und Tandrevold kam daraufhin zu Sturz. Frankreich kam mit Schlussläuferin Julia Simon auf Platz drei ins Ziel. Mehrere Nationen stellten ihr bestes Saisonresultat auf, darunter die Schweiz, die Ukraine und Estland. Deutschland trat mit einer ersatzgeschwächten Staffel an und erreichte lediglich Rang acht.

## Auswirkungen
| Rang | Name                   | Punkte | Siege | Verän- derung |
| ---- | ---------------------- | ------ | ----- | ------------- |
| 1    | Sturla Holm Lægreid    | 854    | 2     |               |
| 2    | Johannes Thingnes Bø   | 806    | 3     |               |
| 3    | Éric Perrot            | 585    | 1     |               |
| 4    | Émilien Jacquelin      | 567    | 1     |               |
| 5    | Tarjei Bø              | 553    | 2     |               |
| 6    | Sebastian Samuelsson   | 549    | 0     |               |
| 7    | Vebjørn Sørum          | 491    | 1     |               |
| 8    | Quentin Fillon Maillet | 490    | 1     |               |
| 9    | Tommaso Giacomel       | 465    | 1     |               |
| 10   | Fabien Claude          | 437    | 0     |               |

| Rang | Name                    | Punkte | Siege | Verän- derung |
| ---- | ----------------------- | ------ | ----- | ------------- |
| 1    | Franziska Preuß         | 879    | 2     |               |
| 2    | Lou Jeanmonnot          | 787    | 6     |               |
| 3    | Elvira Öberg            | 571    | 2     |               |
| 4    | Julia Simon             | 530    | 0     |               |
| 5    | Jeanne Richard          | 526    | 0     |               |
| 6    | Océane Michelon         | 495    | 0     |               |
| 7    | Selina Grotian          | 482    | 1     |               |
| 8    | Suvi Minkkinen          | 459    | 0     |               |
| 9    | Justine Braisaz-Bouchet | 426    | 1     |               |
| 10   | Maren Kirkeeide         | 379    | 0     |               |

## Debütanten
Folgende Athleten nahmen zum ersten Mal an einem Biathlon-Weltcup teil. Dabei kann es sich sowohl um Individualrennen, als auch um Staffelrennen handeln.
| Männer              | Frauen |
| ------------------- | ------ |
| ( Jacob Weel Rosbo) |        |

Rosbo hatte bereits an den Weltmeisterschaften 2024 teilgenommen und ist deshalb in Klammern geführt.